# Distretto di Huayacundo Arma
Il distretto di Huayacundo Arma è uno dei sedici distretti della provincia di Huaytará, in Perù. Si trova nella regione di Huancavelica e si estende su una superficie di 12.81 chilometri quadrati.